# Manuel Royes
Manuel Royes i Vila (Tarrasa, 24 de mayo de 1940) es un político español. 

## Trayectoria política
Licenciado en Ciencias Económicas, es doctor honoris causa por la Universidad Nacional de Educación a Distancia (UNED). En los años de universidad, el joven Royes se introdujo en los grupos opositores a la dictadura franquista. Junto otros opositores como Pasqual Maragall participó en el boicot al SEU, Sindicato Español Universitario, controlado por el gobierno franquista. Militó en el Frente Obrero de Cataluña (FOC). En 1974 fue uno de los creadores del partido CSC, Convergencia Socialista de Cataluña en Tarrasa. Este grupo se integró más tarde en el Partido de los Socialistas de Cataluña. En las primeras elecciones democráticas libres después de la dictadura de Franco, en 1979, Manuel Royes salió vencedor y fue el primer alcalde de la ciudad de la democracia actual. Ha sido reelegido ininterrumpidamente hasta su retirada de las listas del partido en 2002 en favor de su sucesor Pere Navarro.
En su dilatada trayectoria política fue también elegido presidente de la Diputación Provincial de Barcelona en 1987, estuvo en el cargo hasta 2003. Miembro de la Comisión Ejecutiva del PSC y miembro del consejo social de la Universidad Politécnica de Cataluña y del Consejo Nacional de la Federación de Municipios de Cataluña.